# Лидинг-Крик
Лидинг-Крик (англ. Leading Creek) — река в США, в центральной части штата Западная Виргиния. Приток реки Литл-Канова (приток Огайо). Длина — 46 км. Площадь бассейна — 380 км².
Берёт начало к западу от Камден в округе Льюис и течёт преимущественно в западном и юго-западном направлениях, через округ Гилмер. Протекает через такие населённые пункты как Алум-Бридж, Пикл-Стрит, Линн и Трой, впадает в реку Литл-Каннова в 3,9 км к северо-западу от города Гленвилл. Примерно 84 % от территории бассейна реки занимают леса, около 15 % территории занимают сельскохозяйственные угодья.